# 動物園列表
動物園列表主要列出了世界各國的动物园的列表。由于部分动物园会包含水族馆，所以参见水族馆列表。

## 中國大陸動物園列表
| - 北京动物园（内有北京海洋馆） - 八达岭野生动物园 - 北京野生动物园 - 北京绿野晴川动物园 - 天津动物园 - 天津塘沽河滨公园 - 石家庄动物园 - 宣化人民公园 - 张家口市人民公园 - 保定动物园 - 辛集市园林绿化处 - 邢台市人民公园 - 邯郸市丛台公园 - 秦皇岛市人民公园 - 秦皇岛野生动物园 - 唐山市大城山公园 - 唐山市大钊公园 - 沧州市人民公园 - 衡水市中华公园 - 济南动物园 - 青岛动物园 - 济宁市人民公园 - 邹城市动物园 - 枣庄市人民公园 - 德州市人民公园 - 烟台市南山动物园 - 淄博市人民公园 - 威海市园林处 - 潍坊市人民公园 - 荣成西霞口动物园 - 临沂市人民公园 - 济南市跑马岭野生动物世界 - 苍山县塔山公园 - 泰山市虎山公园动物园 - 临沂动植物园 - 文登召文台公园 - 太原动物园 - 大同公园 - 侯马市人民公园 - 临汾市人民公园 - 阳泉市南山公园 - 长治市人民公园 - 运城市人民公园 - 忻州市古钟公园 - 郑州动物园 - 卞京公园 - 洛阳王城公园动物园 - 焦作市人民公园 - 新乡市人民公园 - 商丘动物园 - 许昌市公园管理处 - 帽合公园管理处 - 南阳市人民公园 - 安阳市人民公园 - 三门峡市人民公园 - 漯河市人民公园 - 少林寺百鸟林 - 海口金牛岭动物园 - 濮阳市动物园 - 平顶山河滨公园 - 北方森林动物园 - 扎龙国家级自然保护区管理局 - 牡丹江市人民公园 - 双鸭山市北秀公园 - 佳木斯市水源山公园 - 齐齐哈尔龙沙公园 - 鹤岗市煤海公园 - 鸡西市园林管理处 - 黑河市园林管理处 - 长春动植物园 - 吉林市江南公园 - 延吉市人民公园 - 白城市劳动公园 - 沈阳森林野生动物园 - 瓦房店市东山公园 - 盘锦市园林管理处动物园 - 大连森林动物园 - 本溪市望溪公园 - 鞍山动物园 - 千山风景区管理局野生动物园 - 丹东市锦江山公园 - 抚顺市劳动公园 - 营口市人民公园 - 蟠龙山公园 - 葫芦岛锌厂南山公园 - 锦州市北湖公园 - 葫芦岛市龙背山公园 - 大连劳动公园 - 大连虎滩乐园鸟语林 - 辽阳市白塔公园 | - 呼和浩特青城公园 - 阿拉善盟园林处 - 包头市劳动公园 - 赤峰市长青公园 - 乌海市人民公园 - 西拉木伦公园 - 临河市人民公园 - 南京市红山森林动物园 - 淮阴市动物园 - 无锡动物园 - 苏州动物园 - 徐州市彭园动物园 - 连云港市新浦公园 - 扬州市瘦西湖公园动物园 - 南通市文峰公园 - 南通野生动物园(建设中) - 常州市红梅公园动物园 - 常州淹城野生动物园 - 泰山公园动物园 - 镇江市伯先公园动物园 - 盐城市人民公园 - 苏北野生动物驯养中心 - 虞山动物园 - 如皋市人民公园 - 昆山亭林园动物园 - 上海动物园 - 上海野生动物园 - 滨海公园 - 上海和平公园 - 上海长风公园海洋世界 - 上海海洋水族馆 - 杭州动物园 - 杭州野生动物园 - 温州动物园 - 宁波野生动物园 - 玉屏公园 - 余姚市园林管理处 - 临平公园 - 合肥野生动物园 - 淮北市动物园 - 菱湖公园动物园 - 马鞍山市雨山湖公园 - 淮南市龙湖公园 - 蚌埠市张公山公园动物园 - 芜湖市清山公园动物园 - 赭山公园动物园 - 阜阳生态园 - 颖上县小张庄公园 - 阜阳市青颖公园 - 南昌动物园 - 赣州森林动物园 - 甘棠公园 - 庐山花径管理所 - 宜春市园林管理处动物园 - 鹰潭市人民公园 - 武汉动物园 - 什堰市人民公园 - 宜昌儿童公园 - 沙市中山公园 - 襄阳公园 - 青山湖公园 - 长沙生态动物园 - 湘潭市和平公园 - 衡阳动物园 - 洪江雄溪公园 - 岳阳市金鹗山公园 - 株洲市石峰动物园 | - 福州动物园 - 福州大熊猫研究中心 - 九峰山动物园 - 三明动物园 - 厦门市中山公园动物园 - 厦门中非世野野生动物园（翔安动物园） - 厦门灵玲马戏城 - 莆田市凤凰山公园 - 福建省闽西野生动物保护园 - 梅花山华南虎繁育研究所 - 福建添龙旅游开发有限公司 - 漳州动物园 - 泉州海丝野生动物园 - 广州动物园（内含广州海洋馆） - 汕头市中山公园 - 深圳野生动物园 - 香江野生動物世界 - 广州市海豚表演馆 - 中山市紫马岭公园 - 湛江寸金动物园 - 中山公园管理所 - 白云山鸣春谷游览区管理处 - 海口金牛岭动物园 - 南宁动物园 - 南宁市人民公园 - 桂林七星公园动物园 - 梧州市园林动植物研究所 - 贵阳黔灵公园 - 遵义公园 - 都匀市人民公园 - 昆明动物园 - 楚雄市峨碌公园 - 个旧宝华公园 - 重庆动物园 - 重庆北碚公园 - 重庆市鳄鱼中心 - 成都动物园 - 成都大熊猫繁育研究基地 - 绵阳市人民公园 - 自贡彩灯公园 - 宜宾市翠屏公园 - 内江市人民公园 - 攀枝花公园 - 达川市人民公园 - 华州公园 - 果山公园 - 成都野生动物世界 - 西昌市邛海公园 - 西宁野生动物园（又叫青藏高原野生动物园，原西宁动物园合并入其中） - 拉萨罗布林卡动物园 - 拉萨曲水动物园 - 西安秦岭野生动物园 - 宝鸡市人民公园 - 咸阳渭滨公园 - 汉中市动物园 - 南郑县南湖风景区管理处 - 安康湖滨旅游开发有限公司 - 兰州动物园 - 酒泉公园 - 临夏东郊公园动物园 - 临夏市人民红园 - 龙泉公园动物园 - 银川中山公园动物园 - 乌鲁木齐动物园 - 新疆天山野生动物园 - 黑油山公园动物园 - 伊宁市人民公园 |

## 港澳地區動物園列表

### 香港特别行政區
- 香港公園(尤德觀鳥園)
- 九龍公園(百鳥苑、鳥湖)
- 元朗公園(百鳥塔)
- 屯門公園(爬蟲館)
- 荔園(已結業)
- 香港動植物公園
- 香港海洋公園
- 巴黎農場(已結業，原址改建為香港海洋公園)
- 嘉道理農場暨植物園
- 香港濕地公園

### 澳門特别行政區
- 二龍喉公園
- 石排灣郊野公園(澳門大熊貓館、珍稀動物館)

## 臺灣動物園列表
- 台北市立動物園
- 野柳海洋世界
- 六福村野生動物園
- 綠世界生態農場
- 新竹市立動物園
- 遠雄海洋公園
- 國立自然科學博物館鳳凰谷鳥園生態園區
- 九九峰動物樂園
- 頑皮世界野生動物園
- 高雄市立壽山動物園

## 荷蘭動物園列表
- 阿彭赫尔（荷兰语：Apenheul）, 阿珀尔多伦
- 弗里斯兰水族动物园（荷兰语：Aqua Zoo Friesland）, 吕伐登
- 阿蒂斯, 阿姆斯特丹
- 哈勒姆阿蒂斯克拉斯（荷兰语：Artisklas Haarlem）, 哈勒姆
- 阿菲福纳禽类公园, 莱茵河畔阿尔芬
- 贝斯特动物园（荷兰语：Bestzoo）, 贝斯特
- 比格尔斯动物园（荷兰语：Burgers' Zoo）, 阿纳姆
- 阿默斯福特动物园（荷兰语：Dierenpark Amersfoort）, 阿默斯福特
- 维塞尔动物园（荷兰语：Dierenpark Wissel）, 维塞尔Wissel （埃珀附近）
- 动物园（荷兰语：Dierenrijk (Mierlo)）, 米尔洛Mierlo
- 布莱多普动物园（荷兰语：Diergaarde Blijdorp）, 鹿特丹
- 哈尔德韦克海豚馆（荷兰语：Dolfinarium Harderwijk）, 哈尔德韦克
- 埃门动物园（荷兰语：Dierenpark Emmen）, 埃门
- 奥韦汉德动物园, 雷嫩
- SERPO爬虫动物园（荷兰语：ReptielenZOO SERPO）, 代尔夫特
- 贝克塞·贝尔亨野生动物园（荷兰语：Safaripark de Beekse Bergen）, 希尔法伦贝克
- 奥弗隆动物园（荷兰语：Zoo Parc Overloon）, 奥弗隆Overloon
- 加亚公园凯尔克拉德动物园（荷兰语：GaiaPark Kerkrade Zoo）, 凯尔克拉德
- N.O.P.鹦鹉公园（荷兰语：Papegaaienpark N.O.P.）, 乌尔勒Oerle （费尔德霍芬附近）
- 印度尼西亚公园（荷兰语：Taman Indonesia）, 卡伦科特Kallenkote （斯滕韦克附近）
- 弗拉克动物园（荷兰语：Faunapark Flakkee）, 新通赫
- 桦木庭院蝴蝶园（荷兰语：Vlindertuin Berkenhof），靠近夸登达默Kwadendamme
- 布克洛动物园迷宫（荷兰语：Zoo Labyrinth Boekelo）, 布克洛Boekelo
- 德帕伊猫头鹰和动物园（荷兰语：Uilen- en Dierenpark De Paay）, 贝斯德Beesd
- 巨石阵野生动物, 斯洪雷武德Schoonrewoerd
- 普拉斯韦克公园（荷兰语：Plaswijckpark）, 鹿特丹
- 奥利默伦动物园（荷兰语：Dierenpark De Oliemeulen）, 蒂尔堡
- 鬣蜥爬行动物园（荷兰语：Reptielenzoo Iguana）, 弗利辛恩
- 红农场鸡舍（荷兰语：Fazanterie de Rooie Hoeve）, 赫斯韦克 - 丁特尔Heeswijk-Dinther
- 龟中心（荷兰语：Schildpaddencentrum）, 莱茵河畔阿尔芬
- 猫头鹰花园, 梅登Meeden